# Gumienice (województwo wielkopolskie)
Gumienice – wieś w Polsce położona w województwie wielkopolskim, w powiecie gostyńskim, w gminie Pogorzela.
W okresie Wielkiego Księstwa Poznańskiego (1815-1848) miejscowość należała do wsi większych w ówczesnym pruskim powiecie Krotoszyn w rejencji poznańskiej. Gumienice  należały do okręgu borkowskiego tego powiatu i stanowiły część majątku Pogorzela, którego właścicielem był wówczas Maksymilian Taczanowski. Według spisu urzędowego z 1837 roku wieś liczyła 318 mieszkańców, którzy zamieszkiwali 52 dymy (domostwa).
W latach 1975–1998 miejscowość administracyjnie należała do województwa leszczyńskiego. We wsi znajduje się wiatrak koźlak z lat 70. XIX wieku.